# Matt Clark
Matthew Terry Clark (West Covina, 10 dicembre 1986) è un giocatore di baseball statunitense, prima base per i Bravos de León della Liga Mexicana de Béisbol.

## Carriera

### Minor League
Clark fu scelto al 12º giro del draft del 2008 come 375a scelta dai San Diego Padres. Nello stesso anno nella Northwest League singolo A breve stagione con gli Eugene Emeralds, chiuse con .279 alla battuta, 32 RBI e 18 punti (run in inglese) in 38 partite. Nel 2009 passò nella Midwest League singolo A con i Fort Wayne TinCaps, finendo con .266 alla battuta, 55 RBI e 41 punti in 64 partite, poi passò nella California League singolo A avanzato con i Lake Elsinore Storm finendo con .292 alla battuta, 46 RBI e 44 punti in 67 partite.
Nel 2010 giocò nella Texas League doppio A con i San Antonio Missions finendo con .269 alla battuta, 97 RBI e 62 punti in 129 partite. Nel 2011 passò nella Pacific Coast League triplo A con i Tucson Padres finendo con .292 alla battuta, 83 RBI e 71 punti in 129 partite.
Nel 2012 con i Tucson Padres finì con .290 alla battuta, 77 RBI e 75 punti in 121 partite. Il 1º febbraio 2014 firmò un contratto da minor con i New York Mets.

### Nippon Professional Baseball
Nel 2013 giocò nella Central League con i Chunichi Dragons finendo con .238 alla battuta, 70 RBI, 56 punti, 886 eliminazioni di cui 63 doppie, 46 assist e 6 errori da prima base in 132 partite di cui 112 da partente.

### Major League
Ha debuttato nella MLB con i Milwaukee Brewers il 2 settembre 2014.
Il 26 febbraio 2016, Clark firmò un contratto di minor league con i Chicago Cubs. Venne svincolato il 26 marzo.

### Carriera all'estero
Il 28 aprile 2016, Clark firmò con i Vaqueros Laguna della Mexican Baseball League il 28 aprile 2016. Dopo 15 turni di battuta, venne svincolato il 3 maggio 2016.
Il 12 maggio 2016, Clarke ritornò nella NBP, con gli Orix Buffaloes.[9] Divenne free agent al termine della stagione.
Il 28 febbraio 2017, Clark firmò con gli Acereros de Monclova della Mexican League. Il 14 aprile 2018, Clark venne scambiato con i Pericos de Puebla. Clark venne scambiato nuovamente l'11 giugno con i Tecolotes de los Dos Laredos. Il 15 agosto 2018, Clark venne prestato ai Leones de Yucatán per il resto della stagione. Divenne free agent a fine stagione.
Il 5 marzo 2019, Clarke firmò con i Bravos de León.

## Vittorie e premi
- (2) MiLB.com Organization All-Star (2010, 2011)
- Mid-Season All-Star della Texas League (2010)
- (3) Giocatore della settimana della Texas League (14 giugno 2010, 6 luglio 2010,2 agosto 2010).